# DDR-Meisterschaften im Biathlon 1984
Die DDR-Meisterschaften im Biathlon wurden 1984 zum 26. Mal ausgetragen und fanden vom 31. Januar bis 4. Februar im Oberhofer Biathlonstadion am Rennsteig statt. Im Olympiajahr wurde Olympiateilnehmer Holger Wick in Einzel und Sprint Doppelmeister. Es sollten seine einzigen Titel in Einzelrennen bleiben. Zudem gewann er mit der Staffel des ASK Vorwärts Oberhof Silber, die SG Dynamo Zinnwald verteidigte ihren Titel und wurde zum 15. Mal DDR-Meister. Im Einzel musste sich Wick den Titel mit Matthias Jacob teilen.

## Einzel (20 km)

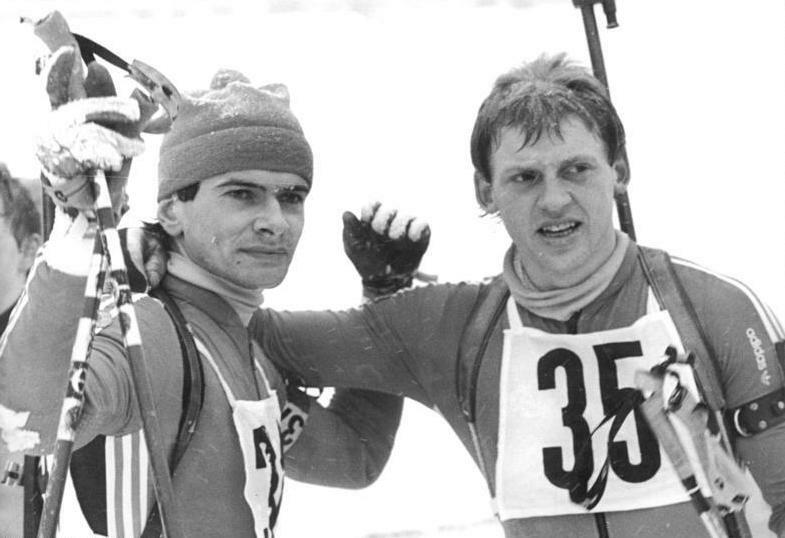
Matthias Jacob und Holger Wick nach dem gemeinsamen Sieg im Einzel-Rennen

Datum: 31. Januar 1984
| Platz | Sportler            | Verein               | Schießfehler | Zeit      |
| ----- | ------------------- | -------------------- | ------------ | --------- |
| 1     | Holger Wick         | ASK Vorwärts Oberhof | 3            | 1:04:22,0 |
| 1     | Matthias Jacob      | ASK Vorwärts Oberhof | 2            | 1:04:22,0 |
| 3     | Frank-Peter Roetsch | SG Dynamo Zinnwald   | 7            | 1:07:06,3 |
| 4     | Ralf Göthel         | SG Dynamo Zinnwald   | 4            | 1:07:33,1 |
| 5     | Frank Ullrich       | ASK Vorwärts Oberhof | 5            | 1:07:53,6 |
| 6     | Mathias Jung        | ASK Vorwärts Oberhof | 3            | 1:07:59,2 |

## Sprint (10 km)

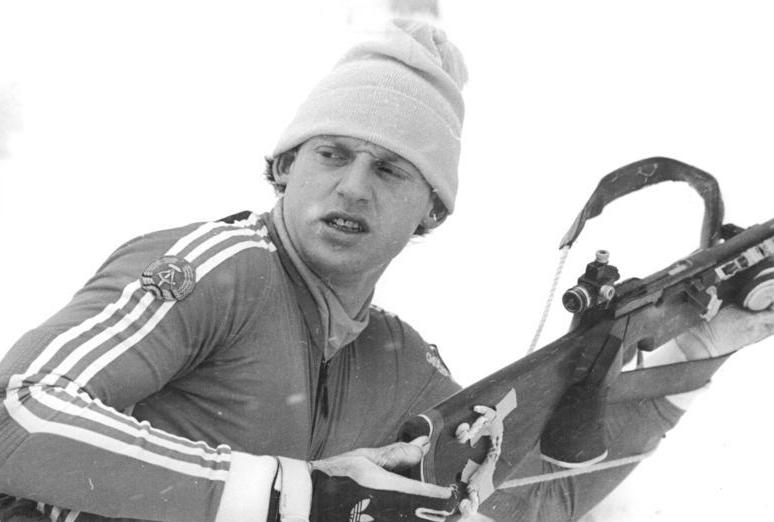
Holger Wick beim Liegendschießen des Sprintwettbewerbs

Datum: 3. Februar 1984
| Platz | Sportler            | Verein               | Schießfehler | Zeit    |
| ----- | ------------------- | -------------------- | ------------ | ------- |
| 1     | Holger Wick         | ASK Vorwärts Oberhof | 2            | 32:12,9 |
| 2     | Frank-Peter Roetsch | SG Dynamo Zinnwald   | 3            | 32:43,3 |
| 3     | Frank Ullrich       | ASK Vorwärts Oberhof | 3            | 32:55,4 |
| 4     | Mathias Jung        | ASK Vorwärts Oberhof | 2            | 33:04,0 |
| 5     | Ralf Göthel         | SG Dynamo Zinnwald   | 2            | 33:39,6 |
| 6     | Matthias Jacob      | ASK Vorwärts Oberhof | 4            | 33:48,1 |

## Staffel (3 × 7,5 km)
| Platz | Verein                 | Sportler                                       | Schießfehler | Zeit      |
| ----- | ---------------------- | ---------------------------------------------- | ------------ | --------- |
| 1     | SG Dynamo Zinnwald I   | Ralf Göthel Frank-Peter Roetsch André Sehmisch | 1            | 1:06:34,3 |
| 2     | ASK Vorwärts Oberhof I | Holger Wick Matthias Jacob Frank Ullrich       | 1            | 1:09:00,3 |
| 3     | SG Dynamo Zinnwald II  | Steffen Hauswald Olaf Schmidt Andre Schreiber  | 1            | 1:09:53,9 |